# Marius Bălu
Marius Bălu (n. 4 noiembrie 1968, Turnu Severin, Mehedinți, România) este un politician român, membru al Parlamentului României din partea PD-L.
Marius Bălu este licențiat al Facultății de Electrotehnică din Universitatea Tehnică din Timișoara.
Din 1993, anul absolvirii facultății, până în 1998, Marius Bălu a fost inginer la Termocentrala F.E. Drobeta. Din anul 1998 până în 2005, Bălu a lucrat la Regia Autonomă pentru Activități Nucleare. Marius Bălu a fost Secretar de stat la Ministerul Apărării Naționale, prefect al județului Mehedinți și președinte al consiliului Județean Mehedinți. 
Marius Bălu a fost ales deputat în circumscripția electorala nr. 27 Mehedinți, pe listele Alianței Dreptate și Adevăr PNL-PD.  Arhivat în 9 mai 2008, la Wayback Machine.